# Psalydolytta vestita
Psalydolytta vestita is een keversoort uit de familie van oliekevers (Meloidae). De wetenschappelijke naam van de soort is voor het eerst geldig gepubliceerd in 1821 door Dufour.